# Natașa Rostova
Natașa Rostova (în rusă Наташа (Натали) Ростова) este personajul feminin central din epopeea tolstoiană Război și pace. 

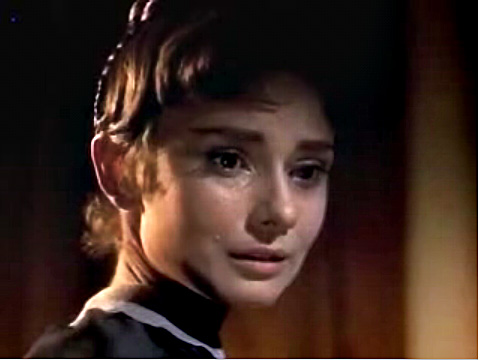
Audrey Hepburn în rolul Natașei Rostova